# Winlogon
Winlogonは、SAS（英語: Secure attention sequence）を処理し、対話型ログオンセッションを管理するユーザーモードプロセスである。

## 概要
Winlogon.exeはWindows起動後、以下の手順を追う。
1. ウィンドウステーションの作成
キーボードやマウス、モニターを利用可能にするため、ウィンドウステーション（\Sessions\1\Windows\WindowStations\WinSta0）を作成する。この時点でWinlogon.exeは、他のプロセスがこのステーションにアクセスできないよう、SYSTEMのACEのみを含むセキュリティ記述子を付与する。
2. デスクトップの作成
二つのデスクトップセッションを作成する。一つは、アプリケーションデスクトップ（\Sessions\1\Windows\WinSta0\Default）と呼ばれ、実際にユーザーがアクセスすることのできるデスクトップである。もう一つは、Winlogonデスクトップまたはセキュアデスクトップ（\Sessions\1\Windows\WinSta0\Winlogon）と呼ばれ、資格情報ダイアログや既定でUACの昇格ダイアログを表示する。この時点でWinlogon以外のプロセスはこのウィンドウにアクセスすることはできない。
3. LSASSとのALPC通信の確立
Winlogon.exeはLsaRegisterLogonProcessを使用して、ログオンやログオフ中にデータを交換したり、パスワードの管理をするため、LSASS（英語: Local Security Authority Subsystem Service, Lsass.exe）とALPC（英語: Advanced Local Procedure Call）通信を確立する。
4. PRCメッセージサーバの登録
SASやログオフ、ワークステーションのロックの通知を受け取るために、RPCメッセージサーバを登録する。
5. 次のプロセスの起動
次にWinlogon.exeは、レジストリキーHKLM\SOFTWARE\Microsoft\Windows NT\Current Version\Winlogon\Userinitに存在する、実行可能ファイル名が書かれたコンマ区切りの文字列データを参照し、そのプロセスを作成する（通常はUserinit.exe）。
Userinit.exeは起動すると、ユーザープロファイルを読み込み、HKCU\SOFTWARE\Microsoft\Windows NT\Current Version\Winlogon\Shell、もしくは、HKLM\SOFTWARE\Microsoft\Windows NT\Current Version\Winlogon\Shellの実行可能ファイル名が書かれた文字列データを参照し、そのプロセスを作成する（通常はexplorer.exe）。その後、Userinit.exeは終了するため、explorer.exeは親プロセスを持たない。

## 脆弱性や不具合
- Windows Vistaより前のWindowsではパスワード文字数が短い場合、LMハッシュを記録してしまうことにより、レインボーテーブル等の技術で容易にクラックされてしまう脆弱性がある。これはレジストリの設定を変更するか、パスワードを長くするしかない。
- Windows XP等ではインターネット一時ファイル内の隠しフォルダ「Content.IE5」内の画像等のキャッシュデータのファイル名や拡張子が長すぎる場合にログオン時にエラーが発生しログオンできなくなるという不具合がある。何らかのWebページに脆弱性を突いたスクリプトが含まれていた、キャッシュしたデータの名前が長すぎるなどの原因があるが、発生した場合は通常の方法ではログオンできなくなるためセーフモードで起動してシステムの復元を行うなどの修復を試みるしかない[4]。
- Winlogonの脆弱性を突いてCPU使用率が異常に高くしてしまう悪質なスパイウェアが存在し、何をしなくてもCPU使用率が変動する場合、そのスパイウェアに感染した可能性がある。